# Белмонт, Джозеф
Джозеф Белмонт (Жозеф Бельмонт, англ. Joseph Belmont; 1 июня 1947, Маэ — 28 января 2022, Виктория) — сейшельский государственный и политический деятель. Работал вице-президентом Сейшельских Островов с 14 июля 2004 года до выхода на пенсию 30 июня 2010 года. Вступил в должность после того, как президент Франс-Альбер Рене ушёл в отставку, а предыдущий вице-президент Джеймс Аликс Мишель сменил его на этой должности. Джозеф Бельмонт был одним из ведущих членов «Прогрессивного фронта народа Сейшельских Островов» (SPPF).

## Биография
Родился 1 июня 1947 года в Гранд-Ансе на острове Маэ. Изучал агрономическую инженерию в Университете Мадагаскара в Антананариву, который окончил в 1970 году. Затем в 1975 году получил степень магистра наук в области развития тропического сельского хозяйства в Редингском университете .
С 1982 по 1985 год работал министром труда и социального обеспечения. В течение последующих десяти лет работал министром трудовых ресурсов и социальных служб, а также министром здравоохранения и социального обеспечения, а также министром администрации и кадров. С 1993 по 1996 год работал министром администрации и кадров. С 1998 по 1999 год работал министром промышленности и международного бизнеса, затем был переведен на должность министра жилищного строительства и землепользования в декабре 1999 года. В январе 2004 года был назначен министром туризма и транспорта, а в апреле 2004 года стал вице-президентом, одновременно сохраняя полномочия в сфере туризма, транспорта и государственного управления. Позже также курировал направления внутренних дел, государственного управления и туризма.
В 1992 году был председателем новой конституционной комиссии. На президентских выборах в июле 2006 года, на которых Джеймс Аликс Мишель одержал победу, баллотировался в качестве кандидата в вице-президенты.
В 2010 году ушёл из политики. Его сменил на посту вице-президента Дэнни Фор.
Скончался в больнице Виктории 28 января 2022 года в возрасте 74 лет.

## Награды
22 мая 2000 года стал офицером Почётного легиона.